# Maggie Cassidy
Maggie Cassidy (titre original : Maggie Cassidy) est un roman de l'écrivain américain Jack Kerouac, publié en 1959. Largement autobiographique, le roman se focalise sur les années d'adolescence de Kerouac à Lowell, de 1938 à 1939, et sa rencontre puis sa relation avec Mary Carney. Kerouac a écrit Maggie Cassidy en 1953, mais le roman n'est publié qu'après Sur la route, son premier succès.